# Kūhbanān (kommunhuvudort i Iran)
Kūhbanān (persiska: Kūh Baneh, Kūh Banān, کوهبنان, Kūhbonān) är en kommunhuvudort i Iran.   Den ligger i provinsen Kerman, i den centrala delen av landet, 700 km sydost om huvudstaden Teheran. Kūhbanān ligger 1 990 meter över havet och antalet invånare är 10 112.
Terrängen runt Kūhbanān är kuperad åt nordost, men åt sydväst är den platt. Runt Kūhbanān är det glesbefolkat, med 15 invånare per kvadratkilometer. Kūhbanān är det största samhället i trakten. Trakten runt Kūhbanān är ofruktbar med lite eller ingen växtlighet.